# Manuel Cantacuzène
Ne doit pas être confondu avec Manuel Cantacuzène (usurpateur).
Manuel Cantacuzène (Μανουήλ Καντακουζηνός / Manouēl Kantakouzēnos), (né vers 1326 et mort le 10 avril 1380 à Mistra) est un despote de Morée. Il règne de la création du despotat, le 25 octobre 1349, jusqu’à sa mort.

## Jeunesse
Manuel Cantacuzène est le deuxième fils de l’empereur Jean VI Cantacuzène et de sa femme Irène de Bulgarie. Il a deux frères, Mathieu et Andronic, ainsi que trois sœurs, Marie, Théodora et Hélène. Sa jeunesse est mal connue. Ce n’est qu’en 1342 que les textes commencent à parler de lui.

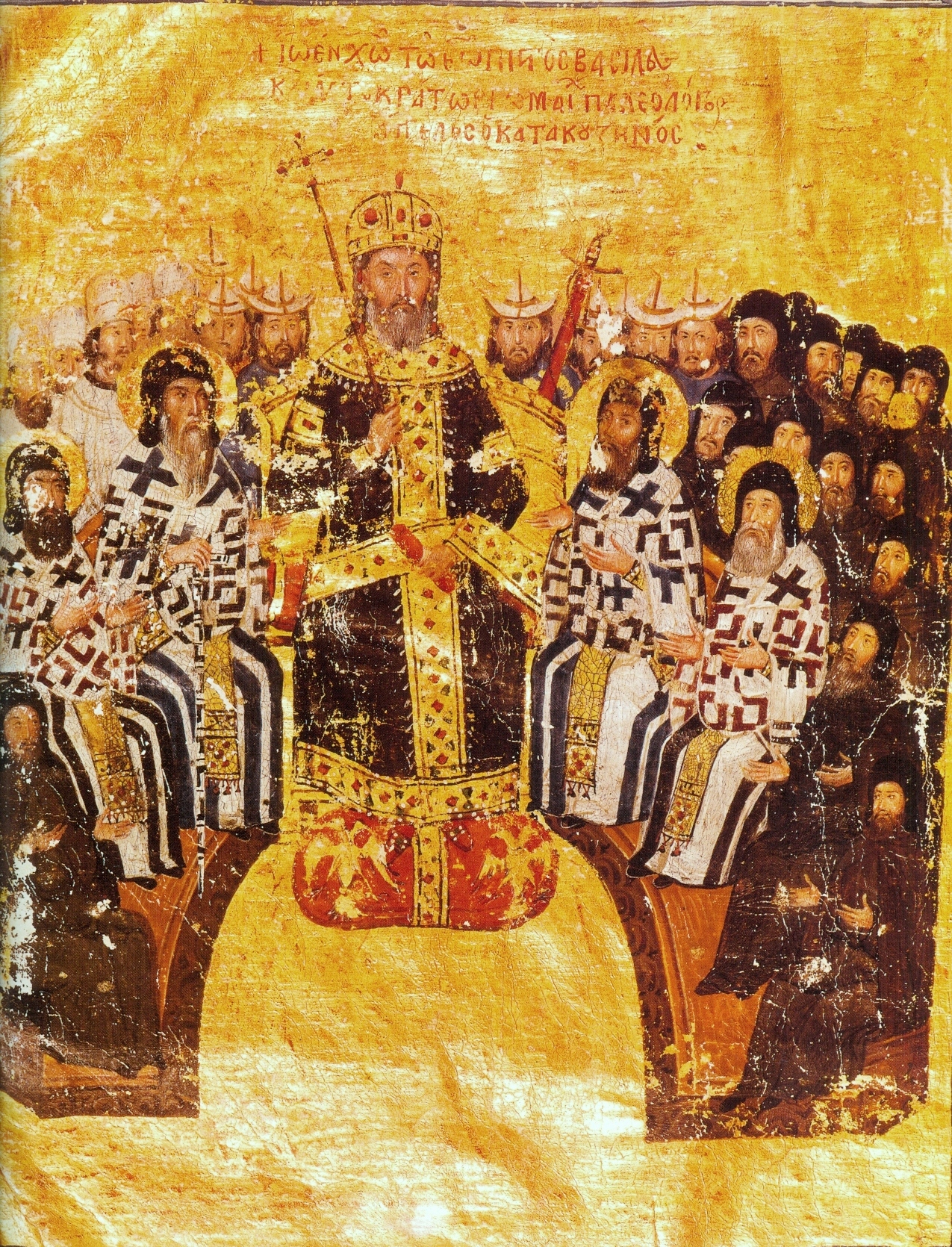
Jean VI Cantacuzène en 1351

En 1341, son père lutte déjà pour prendre le pouvoir de l’Empire Byzantin. Il s’est proclamé empereur et une guerre civile éclate. Le pouvoir est instable, car l’empereur Jean V Paléologue n’a que neuf ans quand son père, Andronic III Paléologue, meurt et lui laisse le pouvoir. Jean Cantacuzène, en tant que Grand Domestique, est très près de l’empereur Andronic III. Il est un Paléologue par sa mère, Théodora Paléologue. Il l’a aidé pour de multiples campagnes militaires et pour le pouvoir lorsque son grand-père, Andronic II Paléologue, l’a déshérité. Jean se considère comme son frère, et il prend naturellement le rôle de protecteur de la famille royale et de régent de l’empire après la mort d'Andronic III. Cela ne fait pas le bonheur de tout le monde. Dès que Jean part dans les provinces pour régler certaines choses, le patriarche de l’époque et quelques-uns des opposants de Jean Cantacuzène, dont Alexis Apokaukos, fomentent un complot contre lui. Le patriarche se déclare régent et la famille de Jean est contrainte de fuir Constantinople. Son fils Andronic et sa mère Théodora sont faits prisonniers et sont retenus à Constantinople.

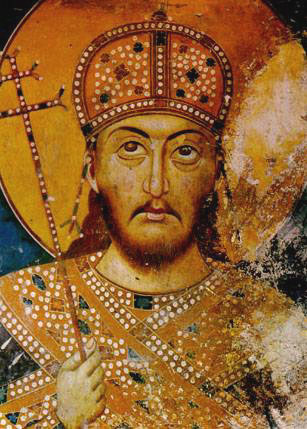
Stefan Uroš IV Dušan

Jean obtient l'alliance du roi de Serbie, Stefan Uroš IV Dušan. En échange de ses services, il lui laisse son fils, Manuel, en otage. Cette captivité ne dure pas très longtemps car en avril 1343, Jean Cantacuzène, avec l’aide de son nouvel allié, réussit à s'emparer de Béroia et nomme Manuel gouverneur de la ville.
En juin 1345, Manuel soutient un coup d’état à Thessalonique en envoyant une armée en renfort. Sa situation reste inchangée jusqu’en 1347, année durant laquelle le roi de Serbie décide de s’emparer de Béroia. Manuel fuit la ville et se rend chez son oncle en Thessalie.

## Despote
En mai 1347, alors que son père est devenu empereur à Constantinople, Manuel le rejoint. Il reçoit le titre de despote. Lors de l’absence de son père et de son frère Mathieu en 1348, c’est lui qui est à la tête de la capitale. Il aide à la défense de la ville, en 1348-1349, contre les Génois établis dans la colonie de Galata.
Après avoir vu les excellentes compétences bureaucratiques de son fils lors de son gouvernorat à Béroia et durant la guerre contre les Génois, il se rend compte du talent de son fils. C’est pourquoi après la guerre contre les Génois, son père l’envoie au Péloponnèse pour établir une nouvelle administration. Il arrive le 25 octobre 1349 et devient le premier despote de Morée et le reste jusqu’à sa mort en 1380. Il parvient à rétablir l’ordre dans le despotat, en faisant la paix avec les latins et en calmant les grecs. Les premières années de son règne sont calmes.

Le despotat de Morée à sa création.

L’empire Byzantin est très morcelé à cette époque. Plusieurs régions ne touchent pas directement la capitale et cela fait sorte que c’est beaucoup plus difficile de les administrer efficacement. C’est pourquoi des despotats ont été créés. Le despotat de Morée est l’un d’entre eux. Beaucoup de latins, en général des francs, se sont installés dans différentes régions de la Grèce et ont établi des principautés. Cela a fait monter les tensions entre les latins et les grecs, déjà présents depuis beaucoup de générations à cet endroit. Cela conduit à des rébellions comme celles qu’a maté Manuel Cantacuzène en 1349. Le despote fait office de gouverneur de la région, et représente l’empereur.

### Retour de Jean V Paléologue

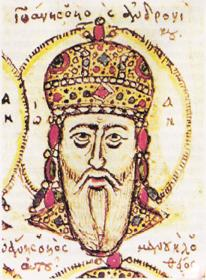
Jean V Paléologue

En 1354, Jean V, alors en âge de régner, revient de force à Constantinople. Jean VI accepte, contre toute attente, son retour, et de co-régner. Les deux empereurs arrivent à un consensus. À la fin de l’année 1354, l’empereur Jean VI Cantacuzène abdique de son plein gré. Jean V Paléologue est sur le trône comme seul empereur. Des envoyés de Jean V ont amené les Grecs à se rebeller contre Manuel Cantacuzène, pour le remplacer à la tête du despotat. Manuel a su faire respecter son autorité et ramener la paix. Jean V a donc été obligé de le laisser à la tête du despotat de Morée.
Entre 1355 et 1357, Mathieu Cantacuzène est co-empereur avec Jean V. La rivalité entre les deux est telle qu’il est forcé d'abandonner ses pouvoirs impériaux.

### Arrivée de sa famille en Grèce
Ce n’est qu’en 1361 que Jean Cantacuzène, alors devenu moine, et le reste de sa famille rejoignent Manuel à Mistra. Peu avant leur arrivée, des rumeurs rapportent que Jean Cantacuzène veut remplacer Manuel par son frère aîné, Mathieu. Ces rumeurs sont vite discréditées. Les deux frères ont tout de même travaillé ensemble à la tête du despotat, mais Manuel garde le premier rôle. Jean Cantacuzène ne reste pas longtemps, mais Mathieu s'établit de façon permanente à Mistra.
Manuel Cantacuzène a toujours eu de bonnes relations avec les dirigeants latins du Péloponnèse. Devant la menace des Ottomans, ils concluent une alliance militaire. Entre 1362 et 1363, Manuel combine ses forces à Gautier de Lor, souverain d’Achaïe, les Vénitiens et les Hospitaliers pour une offensive contre les Turcs. Près de Mégare, ils remportent une importante bataille navale qui met en fuite les Turcs.
Les Ottomans n’attaquent pas de nouveau durant le règne de Manuel. Cependant, ils envahissent quelques années plus tard la Grèce Byzantine, jusqu’à conquérir une grande partie de la péninsule balkanique. Moins d’un siècle plus tard, en 1453, ils mettent une fin définitive à l’Empire Byzantin en prenant Constantinople. Les victoires de la coalition grecque menée par Manuel Cantacuzène ne font que retarder la domination turque sur le Péloponnèse.
Quand le prince d’Achaïe, Robert de Tarente, meurt sans héritier en 1364, Manuel intervenient dans la dispute concernant la succession de cette principauté. La veuve de Robert de Tarente, Marie de Bourbon, veut installer sur le trône Hugues de Lusignan, son fils issu de son premier mariage. Le frère de Robert de Tarente, Philippe II de Tarente se voit comme héritier légitime du trône de la principauté. Manuel se range du côté de Hugues de Lusignan et Marie de Bourbon. Hugues et Manuel détruisent des villes latines du Péloponnèse pendant deux ans, jusqu’à ce qu’une trêve soit signée et qu’il ait une récompense élevée pour ses services rendus. La querelle de succession se poursuit jusqu’en mars 1370, quand un traité est signé entre les deux partis. Manuel continue, pendant ce temps, à aider Hugues de Tarente. Le conflit se termine quand Hugues est payé pour abandonner ses prétentions sur la principauté, la laissant à Philippe de Tarente.

### Dernières années de règne
La confiance qui règne entre les seigneurs latins et Manuel Cantacuzène se brise quelques années après la querelle dynastique en Achaïe. Entre 1374 et 1376, un seigneur latin décide de prendre les armes et d’attaquer une ville grecque du nom de Gardiki. Les seigneurs de cette ville demandent de l’aide à Manuel. Il réunit une petite armée et part en guerre. La bataille est une catastrophe pour l’armée grecque, mais les latins renoncent à envahir la ville.

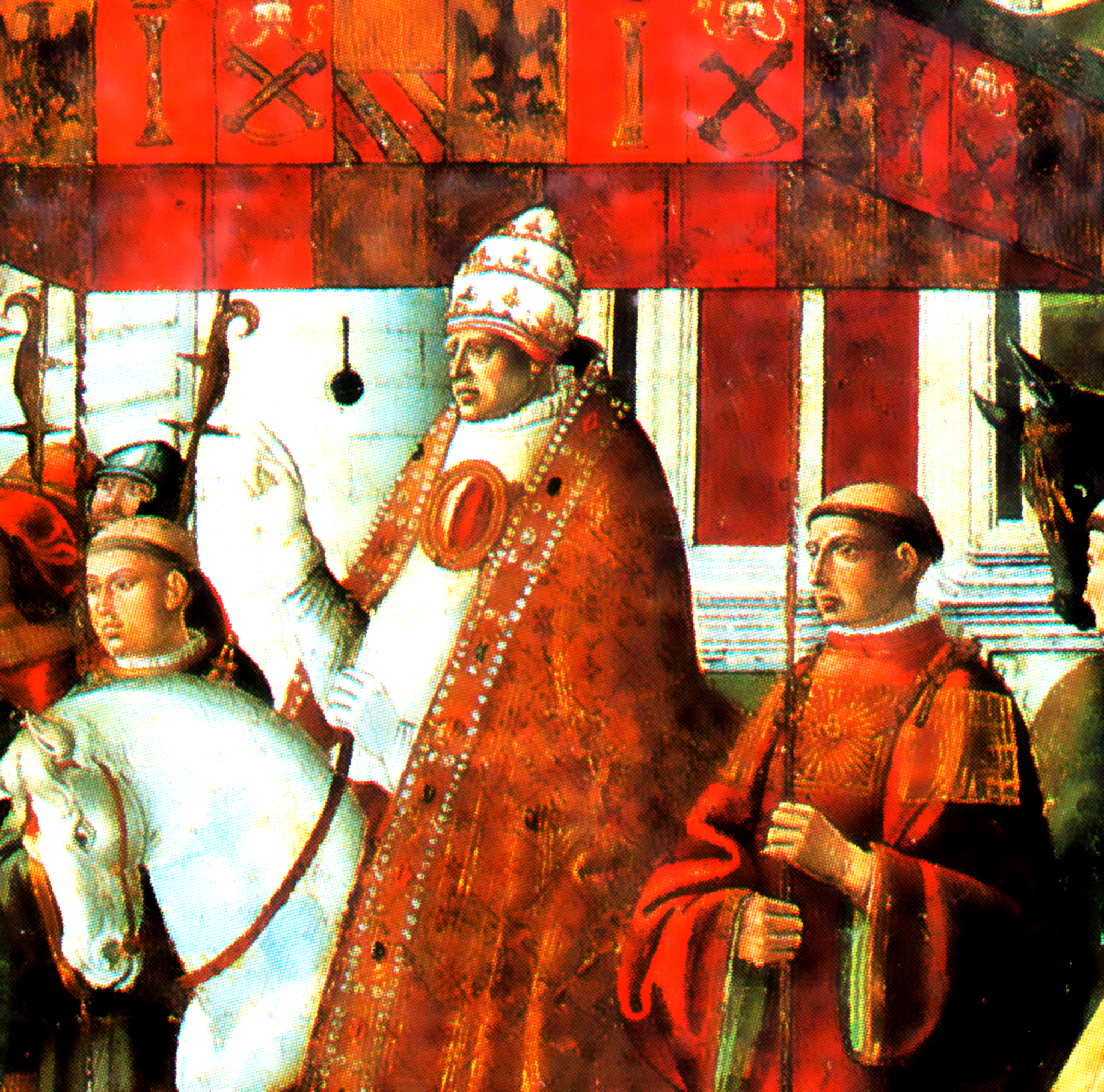
Le pape Grégoire XI

Manuel est aussi impliqué, avec son père, dans les négociations avec le pape Grégoire XI en 1374, lors des discussions pour la réunification des Églises catholiques et orthodoxes. L’empire Byzantin est déjà très faible à cette époque. Il sait que seul, il ne serait pas capable de résister aux envahisseurs turcs. Constantinople entreprend donc des négociations avec Rome pour unifier les deux églises et avoir la protection des catholiques. Cela est une solution envisagée à contrecœur. Les négociations sont finalement un échec et Constantinople doit faire face seule aux Turcs.
Manuel meurt le 10 avril 1380 à Mistra. N'ayant pas d’enfant, c’est son frère, Mathieu, qui devient despote. Il n’a qu’un court règne de trois ans.
Durant son règne, Manuel fonde deux institutions religieuses à Mistra. Le monastère de Zoodotos Christos en 1365 et l’église de Sainte-Sophie de Mistra.
Le despotat de Morée ne reste pas très longtemps sous les Cantacuzène. Mathieu ne fait qu’un court règne de trois ans avant de se retirer dans un monastère pour y finir sa vie. Son fils Démétrios Cantacuzène lui succède pour un très court moment avant de mourir subitement, en 1383 ou 1384 lors d’une révolte qui l’oppose aux Paléologues. Ceux-ci prennent définitivement le pouvoir en Morée par la suite.

## Mariage
Manuel Cantacuzène n’a qu’une seule femme, Isabelle de Lusignan. Ils sont fiancés pour la première fois vers 1341. Quand l’empereur Andronic III meurt et que la guerre civile commence à Constantinople, le père d’Isabelle, Guy de Lusignan se positionne dans le camp adverse de celui de Jean Cantacuzène. Les fiançailles sont rompues. Lors de son passage en Serbie, Manuel est promis à une des filles du roi du royaume. Quand Manuel quitte la Serbie, son père fait annuler les fiançailles, prétextant qu’elles n’avaient rien d’officielles, que ce n’étaient que des paroles. Quand son père devient empereur en 1347, Manuel épouse Isabelle de Lusignan, alors âgée d’environ 14 ans, alors qu’il en a 21.
Isabelle de Lusignan est née vers 1333. Elle est la fille de Guy de Lusignan, roi d’Arménie sous le nom de Constantin IV entre 1341 et 1343 et de Marie de Bourbon, sa troisième épouse. Après son mariage avec Manuel, elle aurait pris le nom de Marie, parfois latinisé Marguerite, pour s’intégrer à la société grecque. Elle passe une bonne partie de sa vie à la cour de Mistra en compagnie de son mari, Manuel Cantacuzène. Les bonnes relations entre la Morée et l’Achaïe seraient dues à son influence. Après la mort de Manuel en 1380, elle part finir sa vie à Chypre. Elle meurt entre 1382 et 1387.

## Origines et famille
La famille Cantacuzène remonte au XIIe siècle. La plupart des membres sont influents et près du pouvoir. Ce sont des propriétaires terriens. Ils sont établis en dans les provinces européennes de l’empire Byzantin. Le plus célèbre personnage de la lignée est Jean Cantacuzène, le père de Manuel, qui est devenu empereur à Constantinople durant quelques années, alors qu’une guerre civile avait fragilisé le pouvoir.
Outre son frère Mathieu, qui a une grande carrière militaire avec son père, et qui devient despote après la mort de Manuel, Jean Cantacuzène a un autre fils, Andronic, et trois filles, Marie, Théodora et Hélène. Andronic meurt de la peste vers l’âge de 13 ans, avant d’avoir pu faire quoi que ce soit de notable. Marie est mariée à Nicéphore II d’Épire. Après la mort de son mari sur un champ de bataille, elle finit sa vie dans un couvent à Constantinople. Théodora épouse un émir turc du nom d’Orhan. Après la mort de son mari, elle retourne à Constantinople pour vivre aux côtés de sa sœur, l’impératrice Hélène. Cette dernière est la femme de Jean V Paléologue. À la suite de la mort de son mari, elle finit sa vie dans un couvent. Elle est la seule des trois filles qui a des enfants dont l’existence est prouvée. Parmi ceux-ci figurent les empereurs Andronic IV, Manuel II et Théodore Ier. Aucun d’eux n’a pris le nom de Cantacuzène.